# Comté de Fannin (Géorgie)
Pour les articles homonymes, voir Comté de Fannin.
Le comté de Fannin est un comté de Géorgie, aux États-Unis.

## Démographie
| 1860  | 1870  | 1880  | 1890  | 1900   | 1910   |
| ----- | ----- | ----- | ----- | ------ | ------ |
| 5 139 | 5 429 | 7 245 | 8 724 | 11 214 | 12 574 |

| 1920   | 1930   | 1940   | 1950   | 1960   | 1970   |
| ------ | ------ | ------ | ------ | ------ | ------ |
| 12 103 | 12 969 | 14 752 | 15 192 | 13 620 | 13 357 |

| 1980   | 1990   | 2000   | 2010   | 2020   | - |
| ------ | ------ | ------ | ------ | ------ | - |
| 14 748 | 15 992 | 19 798 | 23 682 | 25 319 | - |